# Collonges-au-Mont-d'Or
Collonges-au-Mont-d'Or là một xã thuộc tỉnh Rhône trong vùng Rhône-Alpes phía đông nước Pháp. Xã này nằm ở khu vực có độ cao trung bình 175 mét trên mực nước biển.

## Tham khảo

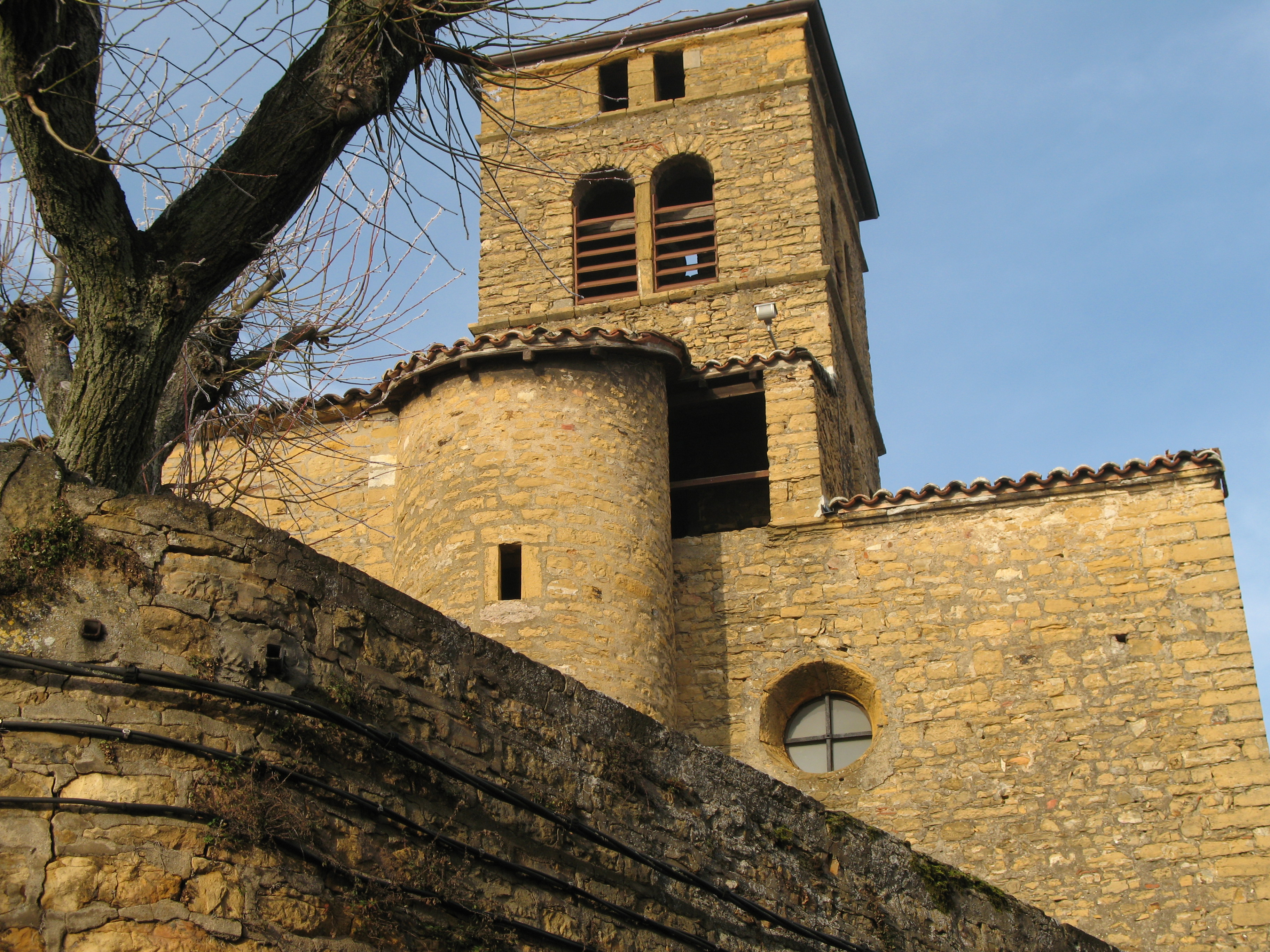
Saint-Nizier
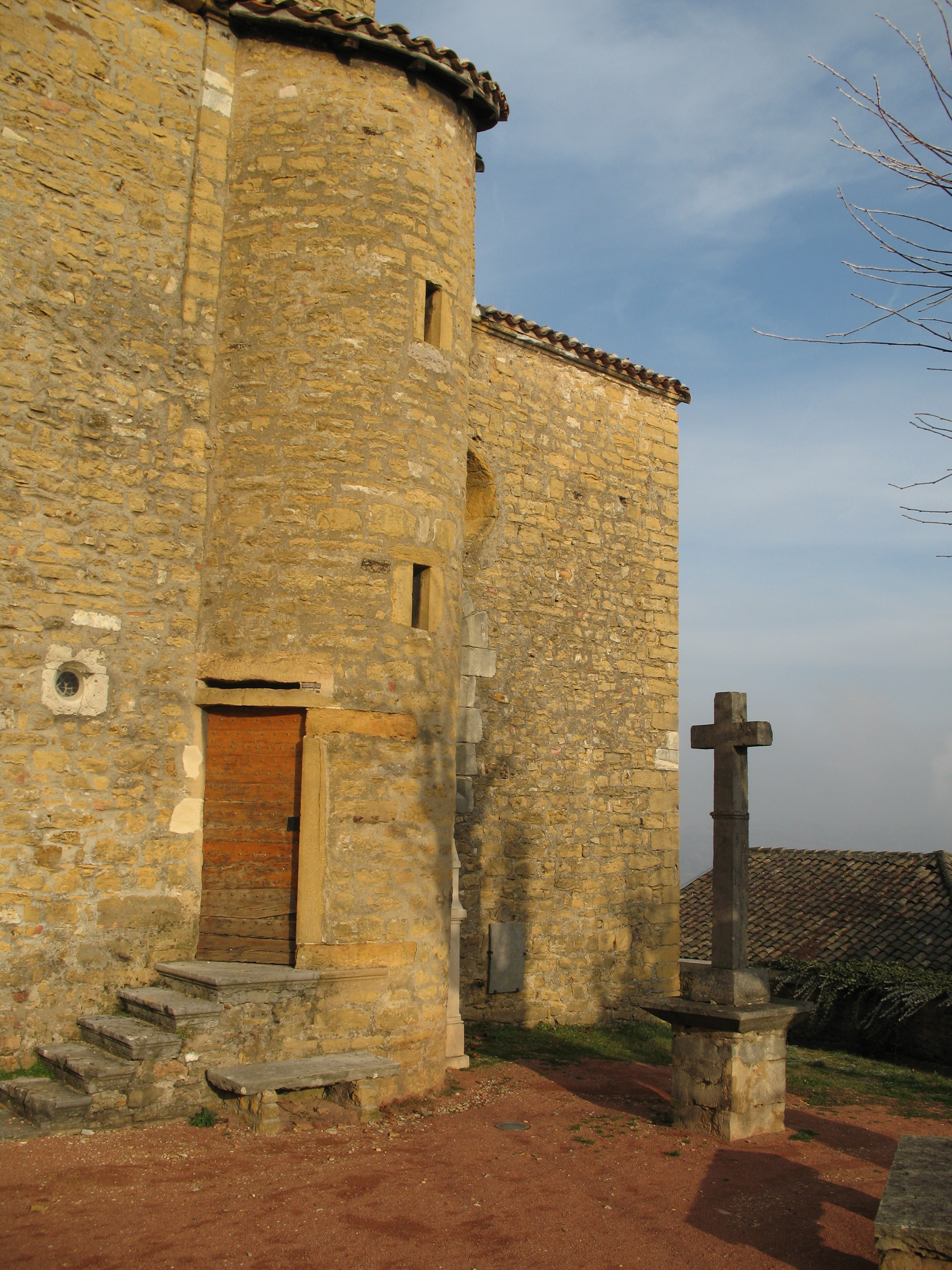
Saint-Nizier
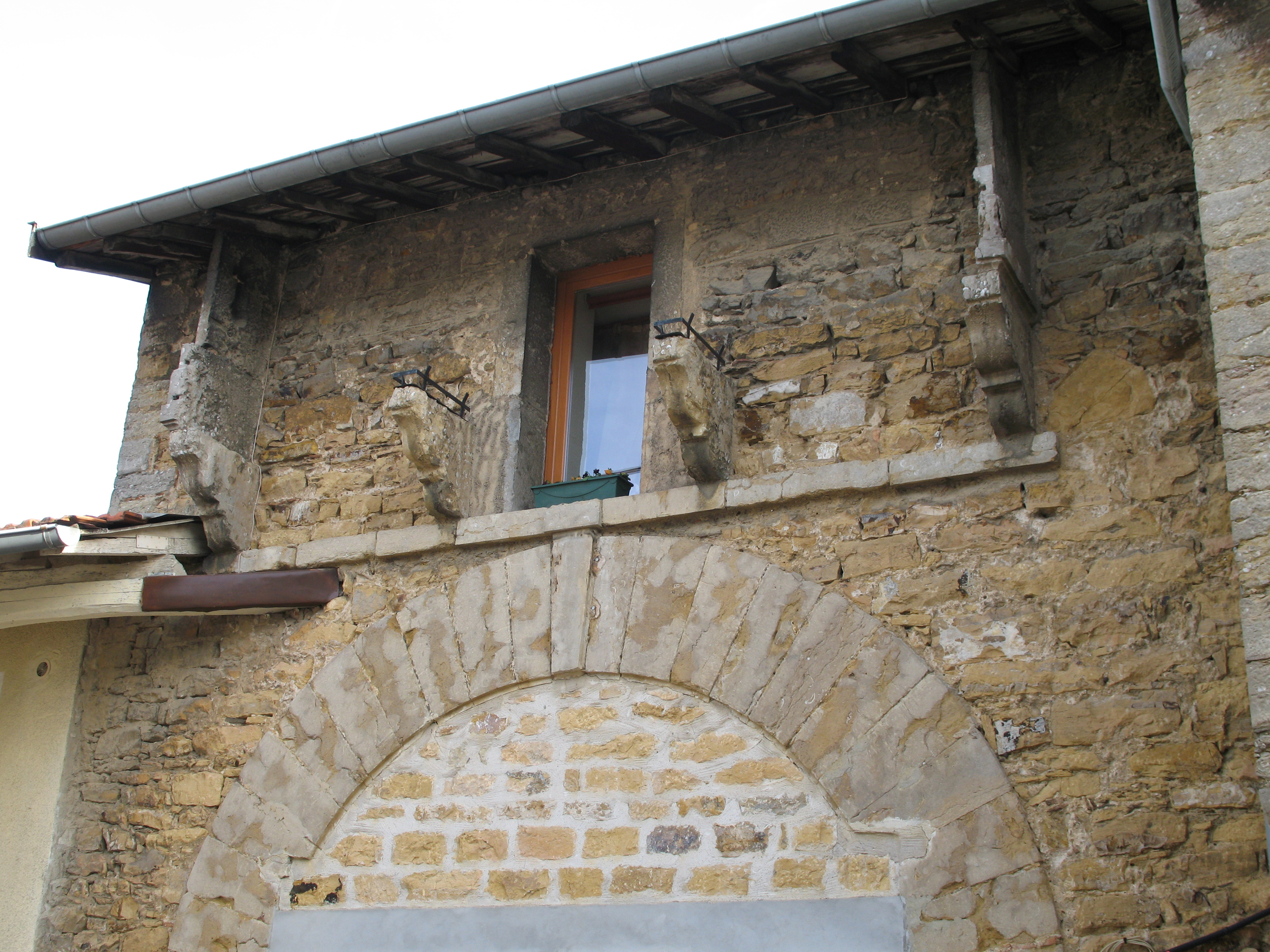
Maison forte
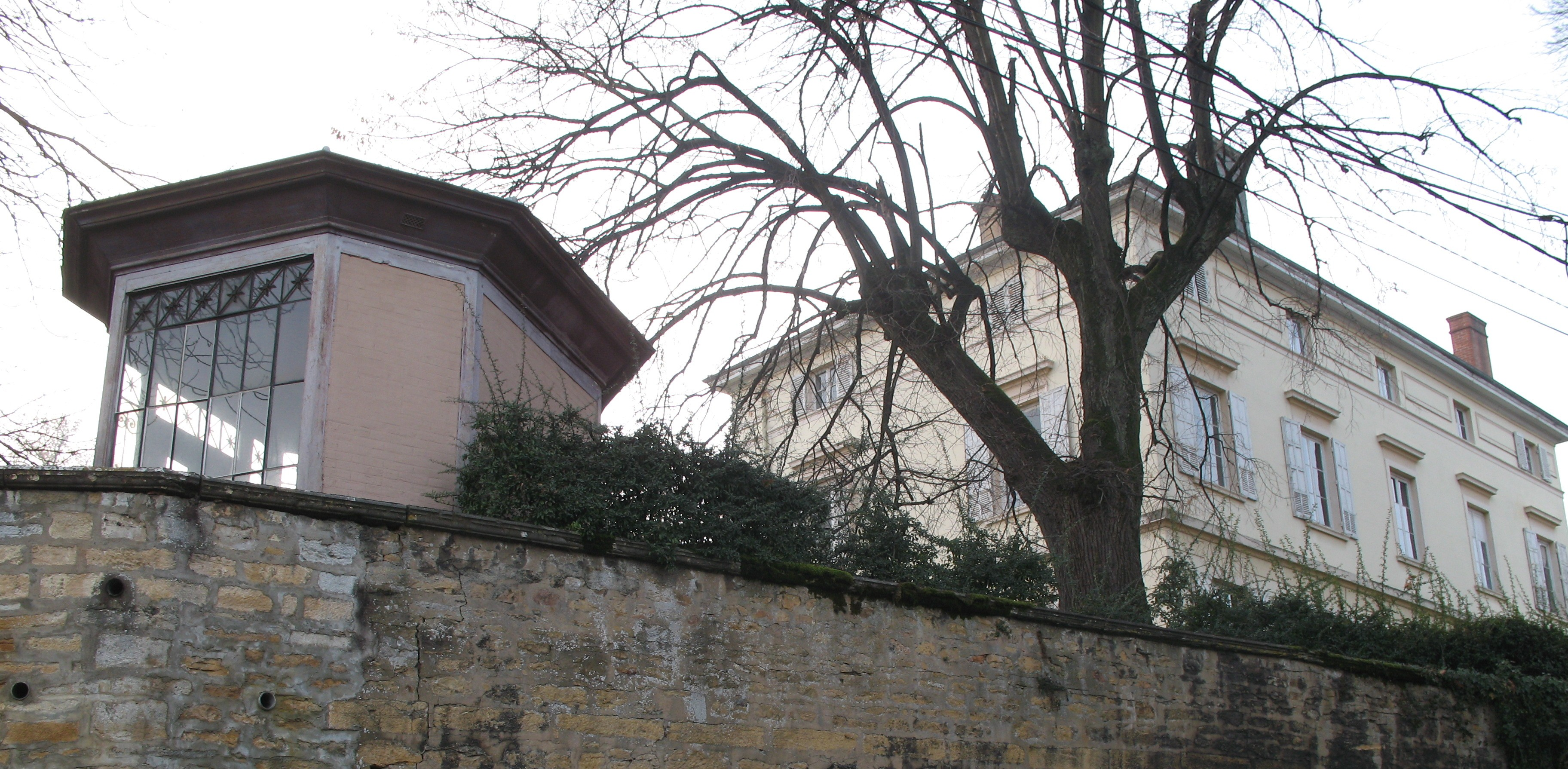
Maison bourgeoise